# Wydział Biologii i Nauk o Środowisku Uniwersytetu Kardynała Stefana Wyszyńskiego
Wydział Biologii i Nauk o Środowisku Uniwersytetu Kardynała Stefana Wyszyńskiego (WBNS) – jeden z dziesięciu wydziałów Uniwersytetu Kardynała Stefana Wyszyńskiego w Warszawie. Jego siedziba znajduje się przy ul. Wóycickiego 1/3 w Warszawie (bud. nr 23, pok. 409). Wydział Biologii i Nauk o Środowisku został utworzony 1 września 2009 roku.

## Kierunki kształcenia
Dostępne kierunki:
- Biologia (studia I i II stopnia)
- Inżynieria środowiska (studia I i II stopnia)

## Struktura organizacyjna

### Instytut Nauk Biologicznych
Dyrektor: prof. dr hab. Jacek Tomczyk
- Katedra Biologii
- Katedra Ochrony Środowiska

### Centrum Badawczo-Dydaktyczne Biotechnologii Środowiska i Biogospodarki
Kierownik: p.o. dr hab. Małgorzata Wszelaka-Rylik

## Władze wydziału
W kadencji 2020–2024:
| Stanowisko                 | Imię i nazwisko                   |
| -------------------------- | --------------------------------- |
| Dziekan                    | dr hab. Jerzy Romanowski          |
| Prodziekan ds. kształcenia | dr hab. Małgorzata Wszelaka-Rylik |